# Medicopter 117
Medicopter 117 je německý lékařský televizní seriál, který popisuje životy lékařů, pilotů a zdravotníků jedné letecké záchranné služby. Seriál vznikl v koprodukci německé televize RTL a rakouské televize. Originální název seriálu je Medicopter 117 – Jedes Leben zählt v překladu přibližně Medicopter 117 – Každý život se počítá.
První díl seriálu se vysílal na televizních obrazovkách 11. ledna 1998 pod názvem Kronzeuge (Korunní svědek). Seriál se vysílal až do roku 2007, kdy skončil po sedmi řadách, celkem vzniklo 82 dílů. V České republice byl seriál vysílán na TV Nova a na TV Prima. Seriál skončil kvůli nízké sledovanosti a také kvůli opakovaným scénám, které už byly vysílány.[zdroj⁠?!]

## Obsazení
| Rainer Grenkowitz       | Dr. Michael Lüdwitz, lékař                                                    |
| Manfred Stücklschwaiger | Thomas Wächter, pilot                                                         |
| Serge Falck             | Peter Berger, zdravotní bratr                                                 |
| Anja Freese             | Dr. Gabriele Kollmann, lékařka                                                |
| Sabine Petzl            | Biggi Schwerin, pilotka                                                       |
| Wolfgang Krewe          | Ralf Staller, zdravotní bratr                                                 |
| Hans Heller             | Jens Köster, pilot (nahradil Thomase Wächtera)                                |
| Roswitha Meyer          | Dr. Karin Thaler, lékařka (nahradila Dr. Gabrielu Kollmannovou)               |
| Urs Remond              | Dr. Mark Harland, lékař (nahradil Dr. Michaela Lüdwitze)                      |
| Tom Mikulla             | Enrico Contini, zdravotní bratr (nahradil Ralfa Stallera)                     |
| Julia Cencig            | Gina Aigner, pilotka (nahradila Biggi Schwerinovou)                           |
| Jo Weil                 | Florian Lenz, zdravotní bratr (nahradil Enrica Continiho)                     |
| Axel Pape               | Frank Ebelsieder, vedoucí základny                                            |
| Gilbert von Sohlern     | Gunnar Eros Höppler mladší, manažer Medicopteru (nahradil Franka Ebelsiedera) |
| Hanno Pöschl            | Max, mechanik                                                                 |

## Vysílání
| Řada | Díly | Premiéra v Německu   | Premiéra v Německu                 |
| Řada | Díly | První díl            | Poslední díl                       |
| ---- | ---- | -------------------- | ---------------------------------- |
| 1    | 9    | 11. ledna 1998       | 9. března 1998                     |
| 2    | 13   | 14. září 1999        | 30. listopadu 1999                 |
| 3    | 13   | 14. března 2000      | 6. června 2000                     |
| 4    | 13   | 18. září 2001        | 4. prosince 2001 (+ 17. září 2002) |
| 5    | 13   | 12. března 2002      | 12. listopadu 2002                 |
| 6    | 13   | 7. října 2003        | 24. srpna 2006                     |
| 7    | 8    | 6. července 2006 (?) | proběhla                           |

## Zajímavosti
Největší úspěch zaznamenal seriál v druhém díle druhé řady, který sledoval 6,75 miliónů diváku, průměr byl vždy kolem 6 miliónů.[zdroj?]
Nejdražší minuta v seriálu byla odvysílána 9. března 1998, natáčelo se v Obertraunu na Dachsteinu ve výšce 2400 metrů, jedna z pilotek přehlédla lanovku a musela použít tzv. Quick stop, vrtulník se zřítil dolů potom, co narazil na lyžařský můstek, 60 sekund vyšlo tehdy na jeden milión německých marek.
Seriáloví herci se často pouštěli i do scén, které byly nebezpečné, pomoc kaskadérů si brali jen při opravdu extrémních scénách. Při natáčení se nestal žádný vážnější úraz. Jen při jedné scéně si seriálový Peter Berger přihodil luxaci zad.
Seriál se po vzoru jiných akčních seriálů dočkal i počítačové hry, která byla ve své době velikým hitem.[zdroj⁠?!]